# Haft Mewa

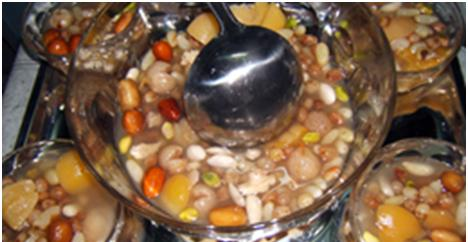
Haft Mewa

Haft Mewa bzw. Haft Miweh (persisch هفت میوه, deutsche Übersetzung: „sieben Früchte“) ist ein Neujahrsgetränk in Afghanistan und anderen zentralasiatischen Staaten, das aus sieben Früchten zubereitet wird. In vergangenen Zeiten haben sich die Menschen mit Rosenwasser besprüht, siehe Holi. Heutzutage wird den Gästen der aus folgenden Zutaten bestehende Cocktail angeboten. 
- 1. Rosinen, Sultaninen
- 2. Getrocknete Aprikosen mit Steinen
- 3. Pistazien
- 4. Verschiedene Nüsse, Walnuss und Mandeln
- 5. Mehlbeeren
- 6. Zucker
- 7. Rosenwasser

Vor 1000 Jahren bekamen Nouruz-Gäste Wein als Erfrischungsgetränk. Die sieben ursprünglichen Bestandteile der Nouruztafel vor der Islamisierung Afghanistans begannen mit dem Buchstaben Sch (persisch ش): 
- Schahd (persisch شهد) = Honig
- Schir (persisch شیر) = Milch
- Schaya = Frucht
- Scharbat (persisch شربت) = Sirup
- Scham (persisch شمع) = Kerze
- Schekar bzw. Schirini (persisch شکر / شیرینی) = Zucker bzw. Süßigkeiten
- Schaqaeg bzw. Schaghaegh (persisch شقایق) = Anemone